# Хунт, Маргус
Маргус Хунт (эст. Margus Hunt, 14 июля 1994, Каркси-Нуйа, Эстонская ССР) — профессиональный футболист, выступающий на позиции дифенсив энда. С 2013 по 2021 год играл за ряд клубов НФЛ. На студенческом уровне выступал за команду Южного методистского университета. На драфте НФЛ 2013 года был выбран во втором раунде.
До переезда в США Хунт успешно занимался лёгкой атлетикой. В 2006 году он выиграл золотые медали в метании диска и толкании ядра на юниорском чемпионате мира. 

## Биография

### Ранние годы и занятия лёгкой атлетикой
Маргус Хунт родился 14 июля 1987 года в деревне Каркси-Нуйа. В детстве он занимался лёгкой атлетикой. На юношеском чемпионате мира 2003 года Хунт занял восьмое место в соревнованиях по метанию молота. На юниорском чемпионате мира 2004 года финишировал шестым в соревнованиях по метанию диска. Его тренером был бронзовый призёр Олимпийских игр в Афинах Александр Таммерт. В 2006 году на чемпионате мира среди юниоров Хунт выиграл золотые медали в соревнованиях по метанию диска и толканию ядра, в обеих дисциплинах установив мировые рекорды в возрастной категории до 20 лет. В ноябре 2006 года на церемонии World Athletics Gala ему была вручена награда «Восходящая звезда ИААФ».

### Любительская карьера
В 2007 году Хунт переехал в США, где планировал учиться и выступать за команду Южного методистского университета в Далласе, но через год легкоатлетическая программа колледжа была закрыта. Он продолжил индивидуальные тренировки с тренером Дэйвом Уоллманом, а позднее получил приглашение в состав футбольной команды университета и спортивную стипендию.
В турнире NCAA Хунт дебютировал в сезоне 2009 года. Он сыграл во всех тринадцати матчах «Мустангс», проявил себя в составе специальных команд и установил рекорд колледжа, заблокировав семь ударов. В своём втором сезоне он вышел в стартовом составе команды в тринадцати матчах, став одним из основных её защитников всего через год после начала занятий футболом. По итогам 2010 года Хунт стал одним из лидеров «Мустангс» по количеству сделанных захватов.
Репутацию ценного игрока специальных команд он подтвердил в 2011 году, когда заблокировал ещё четыре удара. В защите он действовал не так успешно, но отличился в BBVA Компасс Боуле, сделав три сэка и пять захватов. В последнем сезоне студенческой карьеры, в 2012 году, Хунт установил личные рекорды, сделав 11,5 захватов с потерей ярдов и 8 сэков.

#### Статистика выступлений в NCAA
| Сезон | Команда      | Игры | Захваты | Захваты | Захваты | Захваты | Захваты | Перехваты | Перехваты | Перехваты | Перехваты | Перехваты | Фамблы | Фамблы | Фамблы | Фамблы |
| Сезон | Команда      | Игры | Solo    | Ast     | Tot     | Loss    | Sk      | Int       | Yds       | Y/R       | TD        | PD        | FR     | Yds    | TD     | FF     |
| ----- | ------------ | ---- | ------- | ------- | ------- | ------- | ------- | --------- | --------- | --------- | --------- | --------- | ------ | ------ | ------ | ------ |
| 2009  | СМЮ Мустангс | 13   | 4       | 4       | 8       | 2,5     | 2,5     | 0         | 0         | 0,0       | 0         | 1         | 0      | 0      | 0      | 0      |
| 2010  | СМЮ Мустангс | 14   | 21      | 24      | 45      | 6,5     | 3,0     | 0         | 0         | 0,0       | 0         | 2         | 0      | 0      | 0      | 0      |
| 2011  | СМЮ Мустангс | 13   | 16      | 12      | 28      | 7,5     | 3,0     | 0         | 0         | 0,0       | 0         | 1         | 0      | 0      | 0      | 0      |
| 2012  | СМЮ Мустангс | 13   | 19      | 12      | 31      | 11,5    | 8,0     | 1         | 9         | 9,0       | 0         | 0         | 0      | 0      | 0      | 0      |
| Всего | Всего        | 53   | 60      | 52      | 112     | 28,0    | 16,5    | 1         | 9         | 9,0       | 0         | 4         | 0      | 0      | 0      | 0      |

### Профессиональная карьера
Во время показательных тренировок перед драфтом НФЛ 2013 года Хунт проявил себя как один из самых скоростных линейных защиты, пробежав 40 ярдов за 4,6 секунды. На официальном сайте лиги его назвали потенциальным игроком стартового состава команды НФЛ, способным сыграть ди-энда 5-й техники. Аналитик сайта ESPN Мел Кайпер отмечал, что Хунт может стать качественным пас-рашером для схемы 3—4, но ему требуется набрать больше мышечной массы. Главными достоинствами игрока назывались его антропометрические данные и уровень атлетизма.
На драфте Хунт был выбран клубом «Цинциннати Бенгалс» во втором раунде под общим 53 номером. В мае он подписал с командой контракт на сумму 3,6 млн долларов. Первая часть дебютного сезона у него ушла на адаптацию к игре на более высоком уровне. Хунт занял место третьего ди-энда команды после Майкла Джонсона и Карлоса Данлапа. В десяти сыгранных матчах он провёл на поле 159 снэпов, сделав три захвата и 0,5 сэка. В 2014 году он хорошо проявил себя во время предсезонных матчей, но регулярный чемпионат провёл слабо. Хунт появился на поле в двенадцати матчах, сделав семь захватов и сэк. Четыре матча он пропустил из-за травмы голеностопа. В 2015 году он пропустил семь игр из-за травмы спины, а в остальных матчах всего один раз провёл на поле более 15 % розыгрышей. В 2016 году он стал лучшим в лиге по количеству заблокированных ударов. После окончания сезона Хунт получил статус свободного агента. Суммарно за четыре года в составе «Бенгалс» он сыграл в 44 матчах.
В марте 2017 года Хунт подписал двухлетний контракт с клубом «Индианаполис Колтс», сумма соглашения составила 4,1 млн долларов. В первом сезоне в составе новой команды он стал игроком ротации и принял участие в шестнадцати матчах регулярного чемпионата, пять из них начав в стартовом составе. Хунт улучшил защиту команды против выноса и по итогам года установил личный рекорд по количеству сделанных захватов. В сезоне 2018 года, после перехода «Колтс» на схему игры защиты 4—3, он стал одним из лидеров защиты команды. Играя на различных позициях, он установил новые личные рекорды по количеству захватов, в том числе с потерей ярдов, и сэков. Выступление Хунта высоко оценил генеральный менеджер клуба Крис Баллард. В марте 2019 года он подписал с командой новый контракт. В регулярном чемпионате 2019 года он провёл все шестнадцать матчей, но потерял место в основном составе команды. После его окончания Хунт был отчислен, отыграв только один сезон по двухлетнему контракту на общую сумму 9 млн долларов. В мае он подписал однолетнее соглашение с «Нью-Орлеан Сэйнтс».
В первых четырёх матчах регулярного чемпионата 2020 года Хунт провёл на поле 114 розыгрышей и отличился заблокированным филд-голом. В октябре «Сэйнтс» отчислили игрока, после чего он заключил контракт с «Цинциннати». В составе «Бенгалс» он сыграл в девяти матчах, проведя на поле 28 % от общего числа розыгрышей в защите. В сезоне 2021 года Хунт провёл десять матчей в составе «Чикаго Беарс», сделав четырнадцать захватов.

#### Статистика выступлений в НФЛ

##### Регулярный чемпионат
| Сезон | Команда            | Игры | Захваты | Захваты | Захваты | Захваты | Захваты | Перехваты | Перехваты | Перехваты | Перехваты | Перехваты | Фамблы | Фамблы | Фамблы | Фамблы |
| Сезон | Команда            | Игры | Solo    | Ast     | Tot     | Loss    | Sk      | Int       | Yds       | Y/R       | TD        | PD        | FR     | Yds    | TD     | FF     |
| ----- | ------------------ | ---- | ------- | ------- | ------- | ------- | ------- | --------- | --------- | --------- | --------- | --------- | ------ | ------ | ------ | ------ |
| 2013  | Цинциннати Бенгалс | 10   | 1       | 2       | 3       | 0       | 0,5     | 0         | 0         | 0,0       | 0         | 0         | 0      | 0      | 0      | 0      |
| 2014  | Цинциннати Бенгалс | 12   | 5       | 2       | 7       | 2       | 1,0     | 0         | 0         | 0,0       | 0         | 1         | 0      | 0      | 0      | 0      |
| 2015  | Цинциннати Бенгалс | 7    | 1       | 1       | 2       | 0       | 0,0     | 0         | 0         | 0,0       | 0         | 0         | 0      | 0      | 0      | 0      |
| 2016  | Цинциннати Бенгалс | 15   | 9       | 8       | 17      | 2       | 0,0     | 0         | 0         | 0,0       | 0         | 2         | 0      | 0      | 0      | 0      |
| 2017  | Индианаполис Колтс | 16   | 19      | 10      | 29      | 6       | 1,0     | 0         | 0         | 0,0       | 0         | 2         | 0      | 0      | 0      | 0      |
| 2018  | Индианаполис Колтс | 15   | 22      | 8       | 30      | 13      | 5,0     | 0         | 0         | 0,0       | 0         | 2         | 1      | 0      | 0      | 1      |
| 2019  | Индианаполис Колтс | 16   | 14      | 3       | 17      | 0       | 0,0     | 0         | 0         | 0,0       | 0         | 0         | 0      | 0      | 0      | 0      |
| 2020  | Нью-Орлеан Сэйнтс  | 4    | 2       | 1       | 3       | 1       | 0,0     | 0         | 0         | 0,0       | 0         | 0         | 0      | 0      | 0      | 0      |
| 2020  | Цинциннати Бенгалс | 9    | 5       | 1       | 6       | 2       | 0,0     | 0         | 0         | 0,0       | 0         | 4         | 1      | 0      | 0      | 0      |
| 2021  | Чикаго Беарс       | 10   | 6       | 8       | 14      | 3       | 0,0     | 0         | 0         | 0,0       | 0         | 0         | 0      | 0      | 0      | 0      |
| Всего | Всего              | 114  | 84      | 44      | 128     | 29      | 8,5     | 0         | 0         | 0,0       | 0         | 11        | 2      | 0      | 0      | 1      |

##### Плей-офф
| Сезон | Команда            | Игры | Захваты | Захваты | Захваты | Захваты | Захваты | Перехваты | Перехваты | Перехваты | Перехваты | Перехваты | Фамблы | Фамблы | Фамблы | Фамблы |
| Сезон | Команда            | Игры | Solo    | Ast     | Tot     | Loss    | Sk      | Int       | Yds       | Y/R       | TD        | PD        | FR     | Yds    | TD     | FF     |
| ----- | ------------------ | ---- | ------- | ------- | ------- | ------- | ------- | --------- | --------- | --------- | --------- | --------- | ------ | ------ | ------ | ------ |
| 2013  | Цинциннати Бенгалс | 1    | 0       | 0       | 0       | 0       | 0,0     | 0         | 0         | 0,0       | 0         | 0         | 0      | 0      | 0      | 0      |
| 2014  | Цинциннати Бенгалс | 1    | 0       | 2       | 2       | 0       | 0,5     | 0         | 0         | 0,0       | 0         | 0         | 0      | 0      | 0      | 0      |
| 2018  | Индианаполис Колтс | 2    | 2       | 2       | 4       | 0       | 0,0     | 0         | 0         | 0,0       | 0         | 0         | 0      | 0      | 0      | 0      |
| Всего | Всего              | 4    | 2       | 4       | 6       | 0       | 0,5     | 0         | 0         | 0,0       | 0         | 0         | 0      | 0      | 0      | 0      |